# Halysidota sannionis
Halysidota sannionis là một loài bướm đêm thuộc phân họ Arctiinae, họ Erebidae.